# Yibeltal Admassu
Yibeltal Admassu (5 maart 1980) is een Ethiopisch atleet, die zich heeft gespecialiseerd in de 10.000 m en het veldlopen. 
In 2001 eindigde Admassu als vierde op de 10.000 m bij de wereldkampioenschappen in Canada. Sinds hij aan de professionele top meedoet, heeft hij vanaf 2004 twee keer het podium gehaald.

## Titels
- Wereldkampioen veldlopen 2004

## Persoonlijke records
Outdoor
| Onderdeel | Prestatie | Datum       | Plaats  |
| --------- | --------- | ----------- | ------- |
| 5000 m    | 13.11,34  | 2 juni 2004 | Milaan  |
| 10.000 m  | 27.41,82  | 8 juni 2004 | Ostrava |

Indoor
| Onderdeel | Prestatie | Datum           | Plaats    |
| --------- | --------- | --------------- | --------- |
| 3000 m    | 7.52,49   | 3 februari 2002 | Stuttgart |

## Palmares

### 10.000 m
- 2001: 4e WK - 27.55,24
- 2004:  Afrikaanse kampioenschappen - 28.28,69

### veldlopen
- 1998: 4e WK junioren - 22.53
- 1999: 10e WK junioren - 26.28
- 2001: 14e WK (lange afstand) - 40.49
- 2003: 37e WK (lange afstand) - 38.59
- 2004: 8e WK (lange afstand) - 36.52